# Bacchisa cyanipennis
Bacchisa cyanipennis är en skalbaggsart som beskrevs av Stefan von Breuning 1961. Bacchisa cyanipennis ingår i släktet Bacchisa och familjen långhorningar. Inga underarter finns listade.